# Федюшин Віктор Олексійович
Віктор Олексійович Федюшин (1909, Москва — дата смерті невідома) — радянський дипломат і діяч держбезпеки, інженер-підполковник.

## Біографія
Народився у 1909 році в місті Москві (нині Російська Федерація). Член ВКП(б) з 1931 року. З квітня 1931 року по квітень 1936 року навчався в Московському авіаційному інституті.
З травня 1936 року по квітень 1938 року очолював технічні відділи на авіаційному заводі № 119 у Москві. З квітня по грудень 1938 року навчався у Центральній школі Головного управління державної безпеки Народного комісаріату внутрішніх справ СРСР.
З січня по травень 1939 року очолював відділ V-го відділу ГУДБ НКВС СРСР (старший лейтенант державної безпеки з 1 лютого 1939 року).
З травня 1939 року по лютий 1940 року очолював відділ кадрів Народного комісаріату закордонних справ СРСР; з лютого 1940 року по грудень 1942 року обіймав посаду
генерального консула СРСР у Нью-Йорку (США); з 12 листопада 1942 року по 2 червня 1943 року — надзвичайний і повноважний посланник СРСР у Мексиці.
З жовтня 1943 року по березень 1946 року — молодший військовий представник заводу № 26 в Уфі; у березні—червні 1946 року — військовий представник заводу № 500 в місті Тушиному (нині у складі Москви). Надалі в Москві: з червня 1946 року по лютий 1947 року — молодший військовий представник заводу № 41; з лютого 1947 року по травень 1948 року — молодший військовий представник заводу № 45, а з травня 1948 року по серпень 1949 року та з серпня 1950 року по липень 1959 року — військовий представник цього заводу; з липня 1959 року — військовий представник заводу поштова скринька № 299.